# أليسيا هال
أليسيا هال (بالإنجليزية: Alicia Hall)‏ هي عارضة أمريكية، ولدت في 2 ديسمبر 1985 في الولايات المتحدة.

## روابط خارجية
- أليسيا هال على موقع IMDb (الإنجليزية)
- أليسيا هال على موقع دليل عارضات الأزياء (الإنجليزية)